# ヘンリー・ライト
ヘンリー・ライト （Henry Wright、1878年 - 1936年）は、
アメリカ合衆国の住宅地専門の景観デザイナーとして著名で、20世紀初頭に数々の住宅地を設計した
建築家、都市計画家。都市設計家。

## 生涯
カンザス州ローレンスで生まれ、家族はクエーカー教徒であり、彼もクエーカーのアイデンティティにコミュニティのためのアイデアの多くは基づいているとされる。1901年にペンシルベニア大学建築学科を卒業。カンザスシティにあったルート・アンド・シーメンス社でドラフトマンを1年間経験し、翌年の1902年にライトは助手としてジョージ・ケスラーがデザインするルイジアナ購入記念博覧会会場計画に関わり、その後ケスラー事務所の主任デザイナーとなる。
1909年、ブレントムーワ（Brentmoor）パーク、ウエストブレントムーワ、フォレストリッジという3つの住宅地開発に関わる。1918年にはロバート・コーンとフレデリック・アッカーマンの下で緊急商船公団のための国防住宅計画に従事し、この時期にセントルイス都市計画委員会設立に動く。アメリカ建築家協会地方支部で、セントルイス都市計画を指導する立場となっており、この時期建築家協会に設置された新しい住宅地開発研究会のメンバーとなっている。
1920年から1923年まで、セントルイス都市計画委員会の委員。第一次世界大戦後、1920年代初頭からクラレンス・スタイン、ルイス・マンフォード 、ベントン・マッケイらに出会い、スタインとは1934年まで協働する。彼らとともに、アメリカの地域計画協会を結成し、コアメンバーの一人となった。またこの時期ドイツに注目し、住宅供給の件で感銘を受ける。
1924年から1927年までは、新興住宅地サニーサイドを手がける。1929年までは、ラドバーンを手がけた。その後、スタインとの関係を清算したのち、マンフォードやアルバート・メイヤー、ヘンリー・チャーチル、キャロル・アロノヴィッチらと住宅研究協会を設立。1930年から1935年まで、ピッツバーグのチャタムビレッジを手がける。
また短期間ながら、コロンビア大学で教鞭を執る。一方で連邦公共事業局の住宅部門で非常勤のコンサルタントを務め、メイヤーやチャーチルとともに再定住促進のためのグリーンブルック計画（ニュージャージー）に参加。1936年、56歳で没する。

## 代表作

### ブレントムーワパーク
ミズーリ州セントルイス郊外のクレイトンにある。1982年に国立公園局は、この地域を歴史的な場所の国内登録をしている。彼のキャリアの中では初期の作品で、ライトはこのレントムーワパーク、ウエストブレントムーワ、フォレストリッジ市内3つの空間をそれぞれ1910年、1911年と1913年に細分して設計する。後に彼の計画の概念の起源は「セントルイスの発展に横たわっていた」と述べた。
ライトはWydown大通りとトロリー線の騒音や混雑から離して、共通の理由に向かって内側に直面させそれに沿って走らせている。細分化はインテリアドライブからほぼ3エーカー、12,000平方メートルのロットサイズで、大まかに伝統的なデザインの住宅に湾曲的に周囲の大通りからのアクセスが制限させるなど、共通の特性を共有させる。公園はビッグベンドとWydownの交差点近くにその最低点を持って引き分け、または小さな谷を中心に設計されている。この自然の土地の形成は長方形で面積33.8エーカー、137000平方メートル規模の共通の管状土台のような形をしている。フォレストリッジを取り囲む23エーカー、93,000平方メートルの土地はわずか6家であり、大きな円形のプライベート公園の周りに計画されたたくさんの中央台地に上がる。

### ウエストブレントムーワ・フォレストリッジ
面積49.8エーカー、202000平方メートルほどの敷地に、均一性に起因する単純な楕円形のプランである。地区内の3区画分譲地では、サイトはすべての3つのサブディビジョンを埋めるファッショナブルなスタイルの住宅は地元の建築家だけでなく、シカゴのハワード・ドーレン・ショーとレイモンド・マリッツなども参加。大規模で慎重に設計された住宅は約均等に中世のグルジアンスタイルで分割。

### サニーサイドガーデン
ライトとスタインがニューヨークシティ近隣自治区のクイーンズに設計した住宅地。米国でスーパーブロックモデルを組み込んだ最初の開発の一つ。複合体は、1924年から1929年に建設。住宅街には、フロントとリアの庭園とすべてが共有する美しいセントラルコートで、2年半のレンガ造りの長屋がある。また、十分な緑の空間のオープン空間と設備を提供しながら、このモデルは、より密度の高い住宅の開発を可能にした。二人でこの開発のための建築家やプランナーを務め、ランドスケープアーキテクトはマージョリー・シーウェル・コートレイであった。十分に計画され、庭園の家は歴史地区としてリストされている歴史的な場所の国内登録され、また、ニューヨーク市の2つだけのプライベート公園の一つになっている。

### ラドバーン
ライトとスタインはニュージャージー州フェアローンにあるラドバーン (Radburn, New Jersey) の設計に協力した。 1929年に設立されたラドバーンは、"人々は自動車の利便にかかわらず、平和に暮らせている町"であることを意図した。 メインの建物への直接アクセスを可能にするさまざまなセクションでのトラフィック、サービスレーンを結ぶ道路、急行の高速道路を、ラドバーンは大通りは、特殊な使用を持っていたような方法で設計され、できるだけ自動車と歩行者の分離を完了するようにすることから歩行者が交差するように自動車に比べて異なるレベルで設計され、自動車と比べて異なる場所を指示させた。これらの大部分は住宅地が "スーパーブロック"と呼ばれた。
ラドバーンも周囲の緑地によって庭園都市として特徴付けられ、住宅産業や農地のために慎重なデザインになることを意図していた。住宅地はトラフィックに向かって庭園、自然ではなく、外に向かって内側に直面するように設計されたが大恐慌がラドバーンのアイデアの終わりを証明し、事業を停止することを余儀なくされ一部のみの完了に終わる。 もともと計画された製造エリアではマテリアライズしなかったため、町は、プランナーの期待と違って通勤都市となった。 表示される他の主要な問題は、この種の開発につきものの非常に高いコストだけでなく、消費した土地の大規模な量もあった。しかし、市は歩行者walkabilityの非常に高いレベルを達成した。

### チャタム村
1929年から1936年を通して、ライトとスタインは、ペンシルバニア州ピッツバーグ、チャタム村で1932年、1936年と1956年に3つのフェーズで構成されたコミュニティになる最初の2つの段階に設計。1998年には国立公園局が、国家歴史登録財にチャタム村をリストした。 独特のデザインは未開発の土地の単一所有権と保護緑地を含むガーデンシティ運動の理念に基づいて、特にラドバーンでのアイデア、内部公園とスーパーブロックの使用の要素に大きく描き、完成した自動車と歩行者の分離をここでも実施。
中程度の所得の労働者のための高密度コミュニティとして設計され、ジョージ王朝時代のリバイバル家屋が添付されたグループで構成された。コスト削減がその還元インフラ投資、および低建設費への高密度住居添付して、スーパーブロックの設計を使用することによって実現した。
チャタム村で実証庭環境で接続されたグループ化住居の使用の成功は、アメリカの都市部と郊外の計画の庭アパートメントスタイルの細分化の成長に影響を与えた。急速な技術変化の時代に建てられた家グループの逆フロント向きは、スーパーブロック'センターに開かれて中庭に面しており、伝統的なイギリスの村の快適さを誘発。 テラスの緑や中庭の細心の注意を払って設計され、維持造園は劇的村の雰囲気を強化し、現代の生活のために必要であると考え、健全な環境を提供。サービス部屋は通りに面しており、リビングルームがインテリアとして公園に面している家、そしてライトの革新的な「reversefront」デザインは車の開発を、周囲の騒音や活動から、内側のコミュニティの焦点を向けた。

### バッキンガム
1930年代半ば、アーリントン郡バージニア州のワシントンDCに近い旧農地に、1937年と1953年の間で6段階に分けて建設された住宅のアパートのコミュニティ（バッキンガムコミュニティ）である。最初に設計されたコロニアルリバイバル様式は後の段階でも取り入れる。中間所得層の近傍であることを意図し、複合体は連邦住宅局によって資金を供給された。ガーデンアパートメントの複合施設は、大規模な計画的な住宅地域にガーデンシティ計画の先駆者としての原則を適用している。これらの原則は低密度のスーパーブロック、カーブ道路、自動車と歩行者の分離を含む、低層3階建ての建物が可能に改良された光と連続公園を形成するために、アパートを中心に設計され美しい共通のスペースを計画している。建物はオークやニレの木が植えられた草の芝生を囲むU字型の複合体で配置され、社会の真ん中の2つの主要な通りの交差点のショッピングセンターという位置どりは、伝統的な村の中心の考え方を想起させる。アーリントン郡政府の構成要素としてとりこむことにより、バッキンガムの建物の一部を守ってきた地元の歴史地区解体は1953年以来、30の建物の損失を受けた。国立公園局は、1999年に国家歴史登録財にバッキンガム歴史地区の一部を登録している。